# Francisco Escárcega
Francisco Escárcega Márquez (Santa Teresa, 12 januari 1896 - Villahermosa, 22 juli 1938) was een Mexicaans ingenieur en militair.
Escárcega studeerde Civiele techniek aan de Nationale Autonome Universiteit van Mexico (UNAM) en trok een tijdje op met de rebellen van Emiliano Zapata tijdens de Mexicaanse Revolutie. Na de revolutie richtte hij met een aantal andere ingenieurs FERROMEX op, met als doel het spoorwegnet van Mexico uit te breiden. Escárcega liet onder andere de schiereilanden Yucatán en Neder-Californië door middel van spoorwegen met de rest van het land verbinden.
In 1938 raakte Escárcega bij Palenque betrokken bij een vliegtuigongeluk en raakte zwaargewond toen de brandstoftank explodeerde. Hij overleed korte tijd later in het ziekenhuis van Villahermosa. De plaats Escárcega in de deelstaat Campeche is naar Escárcega genoemd.